# Anna Stephanie

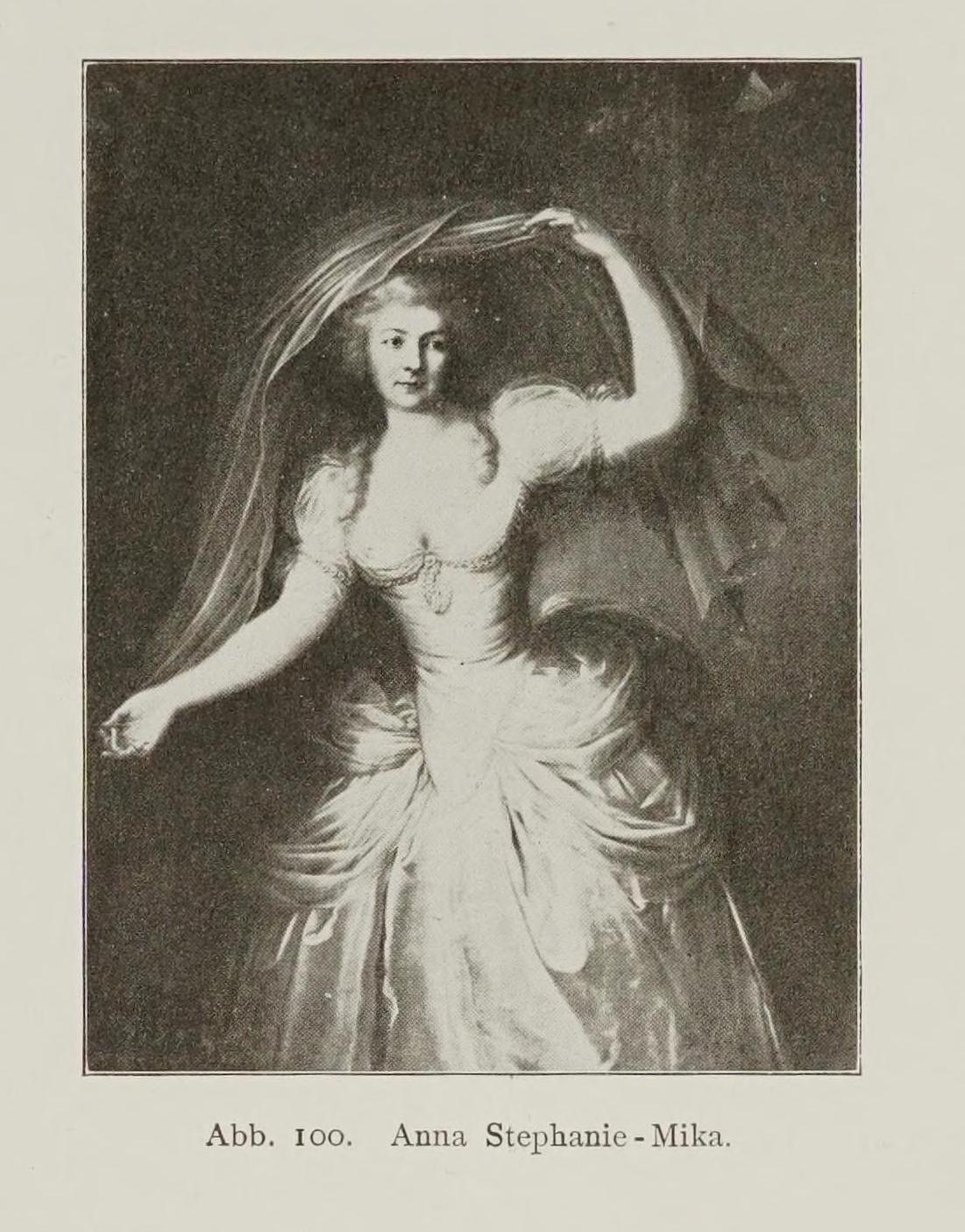
Anna Stephanie-Mika (1751–1802)

Maria Anna Stephanie geborene Mika (* 1751 in Prag; † 2. Februar 1802 in Wien) war eine österreichische Theaterschauspielerin.
Stephanie hatte eine gute Ausbildung und galt als sehr talentiert. Sie hatte ihren ersten Auftritt im Jahr 1771 in der Rolle der Gabriella di Vergy und erhielt sogleich gute Kritiken. Anschließend war sie in Lessings „Minna von Barnhelm“ sehr erfolgreich. Auch nach ihrer Heirat blieb sie der Bühne treu. Sie spielte junge Heldinnen im Trauerspiel, komische Charakter und junge Liebhaberinnen im Lustspiel. Ihre Glanzrolle war die der Marie in „Der teutsche Hausvater“.
Als sie dann älter wurde, übernahm sie die Rolle der stolzen, koketten Frau. Sie spielte Orsina in Lessings „Emilia Galotti“ und in Friedrich Ludwig Schröders „Stille Wasser sind betrüglich“. Sie galt als schöne Frau und ihr Spiel verband sie mit einem ungewöhnlichen Feuer und Adel der Bewegungen. Sie starb überraschend im Alter von 51 Jahren 1802 in Wien.
Anna Mika heiratete den Schauspieler und Dichter Johann Gottlieb Stephanie (1741–1800). Deren Tochter Wilhelmine (1786–1843) wurde ebenfalls Schauspielerin.